# 17 cm SK L/40 i.R.L.
Il 17 cm Schnelladekanone Länge 40 in Räder-Lafette, abbreviato in 17 cm SK L/40 i.R.L., era un cannone pesante tedesco di derivazione navale, impiegato durante la prima guerra mondiale.

## Storia

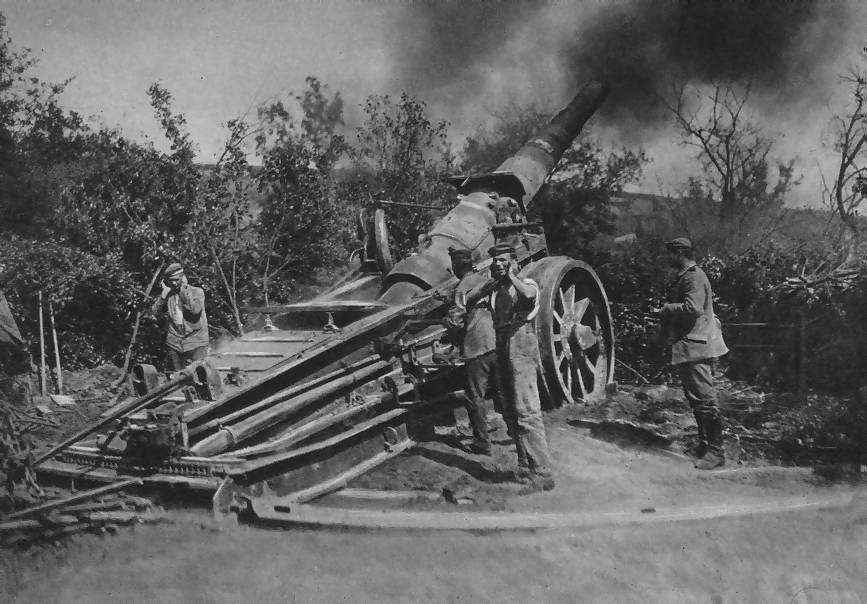
Il cannone in azione: visibile la guida semicircolare sulla quale brandeggia la coda d'affusto

Nella fase di stallo in cui si trovava il Fronte occidentale, tutte le parti in guerra si resero conto che era necessario potenziare la propria artiglieria, soprattutto con i grandi calibri. In Germania, come in molti altri paesi tra i quali il Regno d'Italia, le armi navali e costiere furono frettolosamente sbarcate o rimosse da forti e depositi ed adattati ad affusti campali più o meno improvvisati. Il cannone navale 17 cm SK L/40 era uno di questi; esso costituiva l'armamento secondario delle pre-dreadnought della Kaiserliche Marine classe Braunschweig e Deutschland. Quando, nel 1916, queste unità vennero relegate al ruolo di navi scuola, i cannoni furono trasferiti al Deutsches Heer (Esercito tedesco). L'esercito realizzò un apposito affusto ruotato per poter impiegare questi cannoni, ottenendo il 17 cm Schnelladekanone Länge 40 in Räder-Lafette o 17 cm L/40 i.R.L..
Furono prodotti circa 70 pezzi, che entrarono in servizio a partire da marzo 1917. Il 17 cm L/40 i.R.L. risultò un ottimo cannone a lunga gittata, molto efficace nel tiro di controbatteria e per sconvolgere le retrovie, grazie al proietto da 62,8 kg ed alla gittata di 24 km. Tuttavia il complesso risultò estremamente pesante e poco mobile: pesava circa di 23 500 kg in batteria, compresa la speciale piattaforma di tiro (Bettungslafette), sulla quale il pezzo doveva essere messo in batteria. Esso era la più pesante bocca da fuoco tedesca di origine navale ad essere convertita all'uso campale. Per superare il problema della mobilità, 30 pezzi furono convertiti nel cannone ferroviario 17 cm SK L/40 i.R.L. auf Eisenbahnwagen.
Dopo la prima guerra mondiale, 17 cannoni 17 cm SK L/40 i.R.L. furono ceduti al Belgio come riparazioni di guerra, oltre a 6 cannoni ferroviari 17 cm SK L/40 i.R.L. auf Eisenbahnwagen. Quando nell'ottobre-novembre 1940 il paese fu occupato dalla Wehrmacht, queste armi erano operative e schierate a difesa delle coste.

## Tecnica
Il 17 cm SK L/40 i.R.L. era un pezzo di disegno completamente tradizionale. La canna era lunga 40 calibri con tre ordini di cerchiatura era dotata di otturatore a cuneo orizzontale; essa era inserita in una culla a manicotto con due freni di sparo idropneumatici, incavalcata su un affusto a ruote con coda unica munita di pedana per il caricamento. In posizione di fuoco tra le ruote veniva posta una speciale piattaforma, che scaricava parte dello sforzo di rinculo sul terreno. La piattaforma comprendeva una guida semicircolare, sulla quale la coda d'affusto brandeggiava. Il complesso si rivelò estremamente pesante, tanto che per essere trainato doveva essere scomposto in tre carichi.

## Munizionamento
Le munizioni del cannone erano caricate da due serventi, usando una cucchiaia che si agganciava alla culatta; poi il proietto e le cariche venivano calcate manualmente. La munizione era di tipo navale, del tipo semi-fissa: la carica era contenuta in un bossolo metallico, mentre le cariche aggiuntive erano contenute in sacchetti di tela.
| Nome                              | Peso del proietto | Carica esplosiva | Velocità alla volata | Gittata  |
| --------------------------------- | ----------------- | ---------------- | -------------------- | -------- |
| Sprenggranate L/3 Kz.             | 64 kg             | 3,4 kg HE        | 785 m/s              | 16,900 m |
| Sprenggranate L/4.7 Kz. mit Haube | 62,8 kg           | 6,5 kg HE        | 815 m/s              | 24,020 m |